# Bahnhof Itō
Der Bahnhof Itō (jap. 伊東駅, Itō-eki) ist ein Bahnhof auf der japanischen Insel Honshū, gemeinsam betrieben von den Bahngesellschaften JR East und Izu Kyūkō. Er befindet sich in der Präfektur Shizuoka auf dem Gebiet der Stadt Itō.

## Beschreibung
Der Zwischenbahnhof liegt nordwestlich des Zentrums von Itō im Stadtteil Yukawa, etwas mehr als hundert Meter von der Küste der Sagami-Bucht entfernt. Er ist einerseits Endpunkt der von Atami her kommenden Itō-Linie der Bahngesellschaft JR East. Andererseits ist er Ausgangspunkt ihrer Fortsetzung, der Izu-Kyūkō-Linie nach Shimoda, die im Besitz von Izu Kyūkō ist. Die von Norden nach Süden ausgerichtete Anlage besitzt drei Gleise für den Personenverkehr. Diese liegen an einem Mittelbahnsteig und am Hausbahnsteig (beide überdacht) der Zugang erfolgt durch eine Unterführung. Drei weitere Gleise werden zum Abstellen von Zügen und für gelegentlichen Wagenladungsverkehr von JR Freight genutzt. Das Empfangsgebäude an der Ostseite umfasst mehrere Läden und Restaurants.
Beide Linien bilden eine betriebliche Einheit, die Trennung ist lediglich eigentumsrechtlich. Izu Kyūkō betreibt Regionalzüge von Atami über Itō nach Shimoda. Diese verkehren tagsüber jede halbe Stunde und werden in Itō in der Regel durchgebunden, sodass das Umsteigen entfällt. JR East bietet alle 30 bis 60 Minuten umsteigefreie Odoriko-Schnellzüge von Tokio nach Shimoda an, die alle in Itō halten. Drei Zugpaare werden als Super View Odoriko mit Panoramawagen geführt. Auf dem Bahnhofsvorplatz befindet sich ein Busterminal, der Ausgangspunkt von über einem Dutzend Buslinien der Gesellschaft Izu Tokai Bus ist.
Im Jahr 2016 nutzten täglich durchschnittlich 12.872 Fahrgäste den Bahnhof, davon entfielen 7576 auf JR East und 5.296 auf Izu Kyūkō.

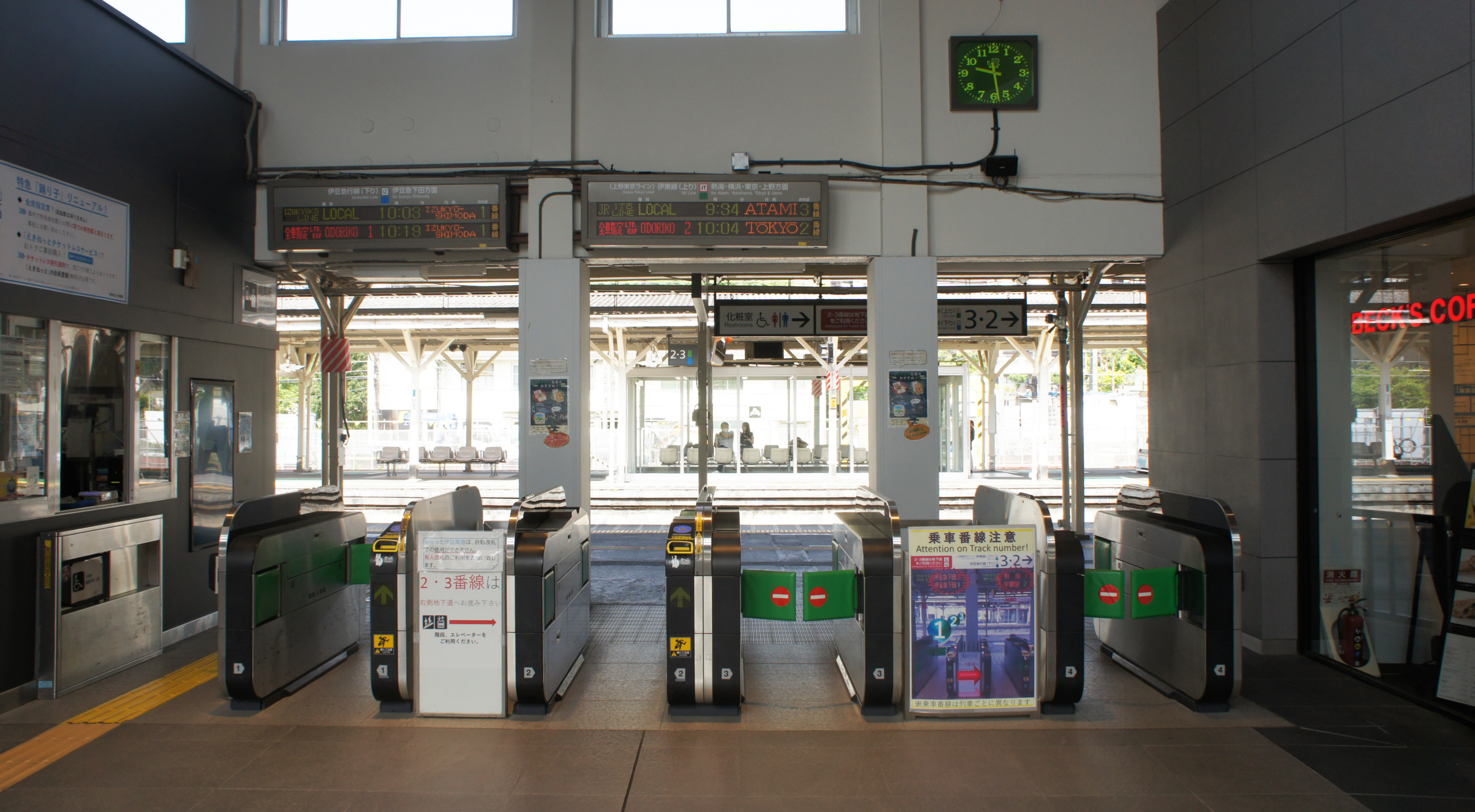
Ticketschalter (Mai 2021)

## Geschichte
Die Eröffnung des Bahnhofs erfolgte am 15. Dezember 1938, als das Eisenbahnministerium die zweite Etappe der Itō-Linie von Ajiro bis hierhin in Betrieb nahm. Der geplante Weiterbau in Richtung Shimoda musste nach dem Ausbruch des Zweiten Weltkriegs vorerst aufgegeben werden. Aus diesem Grund blieb Itō über zwei Jahrzehnte lang Endstation. Nachdem die private Bahngesellschaft Tōkyū Dentetsu im Jahr 1959 vom Verkehrsministerium die Genehmigung erhalten hatte, den Streckenbau fortzuführen, gründete sie die Tochtergesellschaft Itō Shimoda Denki Tetsudō (die heutige Izu Kyūkō). Unter ihrer Leitung begannen im Februar 1960 die Bauarbeiten. Diese schritten rasch voran, sodass die Izu-Kyūkō-Linie am 10. Dezember 1961 eröffnet werden konnte. Der Güterverkehr wurde am 1. Oktober 1980 durch die Japanische Staatsbahn eingestellt, jedoch am 31. März 1987 auf der Itō-Linie in begrenztem Umfang wiederaufgenommen. Am darauf folgenden Tag ging der staatliche Teil des Bahnhofs in den Besitz der neu gegründeten Gesellschaft JR East über.